# هضم البروتين وتصحيح نتيجة الأحماض الأمينية

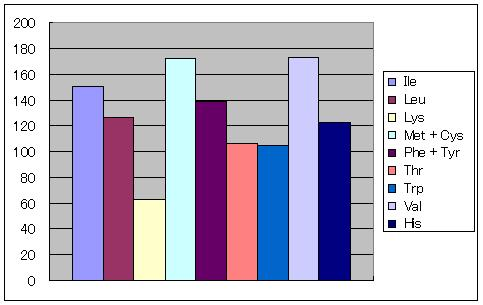

هضم البروتين وتصحيح نتيجة الأحماض الأمينية هي طريقة تقدير جودة البروتين اعتمادا على احتياج الإنسان للأحماض الأمينية و قدرته على هضمها.
أصبح هذا التصنيف تابعًا للحكومة الفيدرالية لصحة وخدمات الإنسان ومنظمة الأمم المتحدة للغذاء والزراعة (منظمة الصحة العالمية) عام 1993 تحت اسم «أفضل طريقة لتحدديد جودة البروتين» 
في عام 2013  قامت منظمة الغذاء والصحة العالمية بتغيير هضم البروتين وتصحيح نسبة الأحماض الأمينية واستبدالها بنسبة هضم البروتينات الضرورية.

## المنهجية
باستخدام طريقة تعيين هضم البروتين يتم تصنيف جودة البروتين عن طريق مقارنة الأحماض الأمينية الموجودة في بروتينات غذاء معين مع نموذج معيارى لأعلى نسبه للأحماض الأمينية ويساوى قيمة 1, هذه النتيجة تعنى أنه بعد هضم البروتينات فإنها تمد كل وحده من البروتينات نسبة قد تصل إلى 100% أو أكثر من الأحماض الأمينية الضرورية التي يحتاجها الجسم.
الصيغة المستخدمة لحساب النسبة المئوية  لهذة النتيجة هي ( مجم من الأحماض الأمينية الضرورية في 1 جم من البروتين المختبر / مجم من نفس الحمض الأمينى في 1 جم من البروتين المعيارى ) * النسبة المئوية لقيمة الهضم الصحيحة.
قيمة هضم البروتين وتصحيح نتيجة الأحماض الأمينية تختلف عن تعيين جودة البروتين باستخدام نسبة كفاءة البروتين و طرق تعيين القيم الحيوية. تعتمد طريقة تعيين كفاءة البروتين على الأحماض الأمينية اللازمة لنمو الفئران والتي تختلف اختلافا ملحوظا عن نظائرها في البشر.
يسمح هضم البروتين وتصحيح نقاط الأحماض الأمينية بتقييم جودة  البروتين الموجود في الطعام وفقا لاحتياج الإنسان حيث يتم قياس جودة البروتين اعتمادا على احتياج طفل ( 2-5 سنوات ) للأحماض الأمينية مع الأخذ في الاعتبار نوع التغذية التي تتطلبها هذه الفئة العمرية.
تعتمد طريقة القيم الحيوية بشكل أساسى على امتصاص النيتروجين ومع ذلك فإنها لا توثر على هضم البروتين وتستخدم بقلة في تطبيقات تحديد البروتين المطلوب وذلك لأنه يتم في هذه التطبيقات قياس نسبه أعلى قيمة محتملة وليس التقدير الصحيح لجودة البروتين المطلوب ولكن قد تستخدم طريقة القيم الحيوية لتقدير كمية البروتين التي يحصل عليها الجسم من الطعام وقياس نسبة النيتروجين الممتص التي يتم إعاده استخدامها في تصنيع البروتين. و تعطى المنظمة الفيدرالية للغذاء والدواء سببين وراء تبنيها طريقة هضم البروتين وتصحيح الاحماض الأمينية عام 1993 أولهما: أن هضم الروتين وتصحيح أرقام الأحماض الأمينية يعتمد على تطلب الجسم للأحماض الأمينية مما يجعل هذه الطريقة مناسبة أكثر للإنسان أكثر من الحيوان، وثانيهما: أن منظمة الغذاء والزراعة التابعة لمنظمة الصحة العالمية قد ذكرت توصيتها بطريقة هضم البروتين وتصحيح أرقام الأحماض الأمينية.